# 张海涛 (1970年)
张海涛（1970年4月16日—），中国前职业足球运动员，场上司职中后卫。现任山东鲁能泰山助理教练。

## 职业生涯

### 青年队
- 1983年进入山东少年队。

### 俱乐部
- 1989年进入山东一线队。
- 1994年中国足球职业联赛开始后始终效力于山东鲁能泰山。
- 1998年底退役，并留队担任教练员。

### 执教球队
- 2003年12月开始担任中国女足主教练，因在奥运会上率领中国女足0-8负于德国女足而被国内媒体广泛指责，于2004年10月下课。